# Щеглов, Лев Моисеевич
Лев Моисе́евич Щегло́в (28 августа 1946 года, Ленинград — 11 декабря 2020 года, Санкт-Петербург) — советский и российский психотерапевт и сексолог, врач высшей квалификационной категории, общественный деятель. Доктор медицинских наук, профессор.
Учредитель и ректор Института психологии и сексологии (Санкт-Петербург), заместитель председателя экспертной комиссии при правительстве Санкт-Петербурга, академик Национальной академии ювенологии, почётный член Украинской академии сексологических исследований, член-корреспондент Международной академии информатизации, член попечительского совета Европейского университета.

## Биография

### Ранние годы
Родился в Ленинграде в семье участника Великой Отечественной войны, инженера Моисея Львовича Щеглова (1907—1966), уроженца Невеля, и Фриды Моисеевны Щегловой (1910—1991). В детские годы жил в коммунальной квартире на Обводном канале.
Окончил Ленинградский санитарно-гигиенический медицинский институт по специальности «санитарно-гигиеническое дело» (1971). Успешно прошёл постдипломные специализации по психиатрии, психотерапии, медицинской психологии, сексопатологии и другие. Исследовал вопросы диагностики неврозов и неврозоподобных состояний, социально-психологические аспекты сексуального поведения, проблемы психосоматических нарушений, сексуальных девиаций и прочих.

### Карьера
Работал врачом-психотерапевтом, организовал первый в городе психотерапевтический кабинет. С 1982 г. — врач высшей квалификационной категории. Был одним из соучредителей Восточно-Европейского института психоанализа в Санкт-Петербурге, его преподавателем и ведущим специалистом (1993—2000). Секретарь ассоциации сексологов России (с 1992).
В 1994 году организовал и возглавил кафедру сексологии и сексопатологии факультета социальной медицины Государственной академии имени Маймонида, которой заведовал до 2000 года. С 1996 года — член Союза кинематографистов России.
Учредитель и член правления Национальной федерации психоанализа (с 1997). Доктор медицинских наук (1998, диссертация — «Неврозы и сексуальные расстройства»), профессор (1999). С 1999 года — учредитель, проректор и декан факультета сексологии Института психологии и сексологии (Санкт-Петербург), с 2002 года — его ректор. Член редакционного совета журнала «СПИД, секс, здоровье» и журнала «Медицинская психология» (Харьков, Украина).
Автор 15 монографий и научно-популярных книг. Автор 130 научных публикаций по проблемам сексологии, психотерапии и психоанализа, более 500 научно-популярных статей и интервью. Автор оригинальной программы переподготовки специалистов по междисциплинарной психологии «Теория и практика психолого-сексологического консультирования». С начала 1990-х активно занимался популяризацией идей здорового секса на радио, телевидении и в прессе.
Участвовал в публичных обсуждениях на темы: роль сексологов в обществе, психология сексуальности, равноправие полов, брак, этика рекламы, социальный климат для людей пожилого возраста, значение пола в сфере труда, политтехнологии и др. Принимал участие в радио и телепередачах — «Адамово яблоко», «Синие страницы», «Спросите у доктора Щеглова», «Поле чудес», снялся в ряде художественных фильмов.
С 2012 года являлся президентом Национального института сексологии. Был членом Санкт-Петербургского английского клуба.

### Личная жизнь
Был женат, есть сын, внучки, внук и правнук.
Роман Трахтенберг долгое время называл себя сыном Льва Щеглова.
Умер от осложнений коронавируса 11 декабря 2020 года в Санкт-Петербурге. Похоронен на Преображенском еврейском кладбище Санкт-Петербурга рядом с родителями.

## Работы

### Фильмография
- 1998 — «Бобака Саскервилей»
- 1998 — «Улицы разбитых фонарей». 1 сезон, 30-я серия: «Куколка»: Александр Михайлович Зелинский
- 1999 — «Улицы разбитых фонарей». 2 сезон, 12-я серия: «Сердечная недостаточность»: Александр Михайлович Зелинский
- 2002 — «Русские страшилки». 11-я серия: «Братец клон»: Пётр Кукин, учёный
- 2003 — «Мангуст». 8-я серия: «Восток — дело тонкое»: Хрептович

## Награды и премии
- 2001 — Диплом и медаль премии им. А. Чижевского.
- 2001 — Лауреат премии «Люди нашего города» по номинации «Учёный года».
- 2002 — «Человек года».